# Bárd Imre
Bárd Imre, 1910-ig Beck (Nagybajom, 1884. november 12. – Budapest, 1958. július 11.) magyar ügyvéd, pártmunkás, újságíró.

## Élete
Beck Bernát kereskedő és Kaufer Matild fia, izraelita vallású. Doktorátusát a budapesti egyetemen szerezte meg, 1902-ben csatlakozott a munkásmozgalomhoz, Szabó Ervin és Landler Jenő tanítványaként. 1908-ban és 1909-ben a szociáldemokrata párt megbízásából az Amerikai Egyesült Államokban a magyar szocialista pártot irányította, annak magyar nyelvű lapját, az Előrét is szerkesztette. Miután hazatért, 1910 és 1918 között ügyvédként tevékenykedett a fővárosban. A Magyarországi Tanácsköztársaság alatt a Külügyi Népbiztosságon működött, a Horthy-korszakban pedig kommunisták védője volt. 1919. június 9-én Budapesten, az V. kerületben feleségül vette Deutsch Máriát, Deutsch Gyula és Steiner Paula lányát. A házasságot 1942-ben felbontották. Elsőként ültette át magyarra Makszim Gorkij Az anya című alkotását. A második világháború után a Magyar Jogász Szövetség vezetőségi munkájában vállalt szerepet. 1956 után a Budapesti Ügyvédi Kamara kormánybiztosa és haláláig a Hazafias Népfront budapesti elnökségének tagja volt.

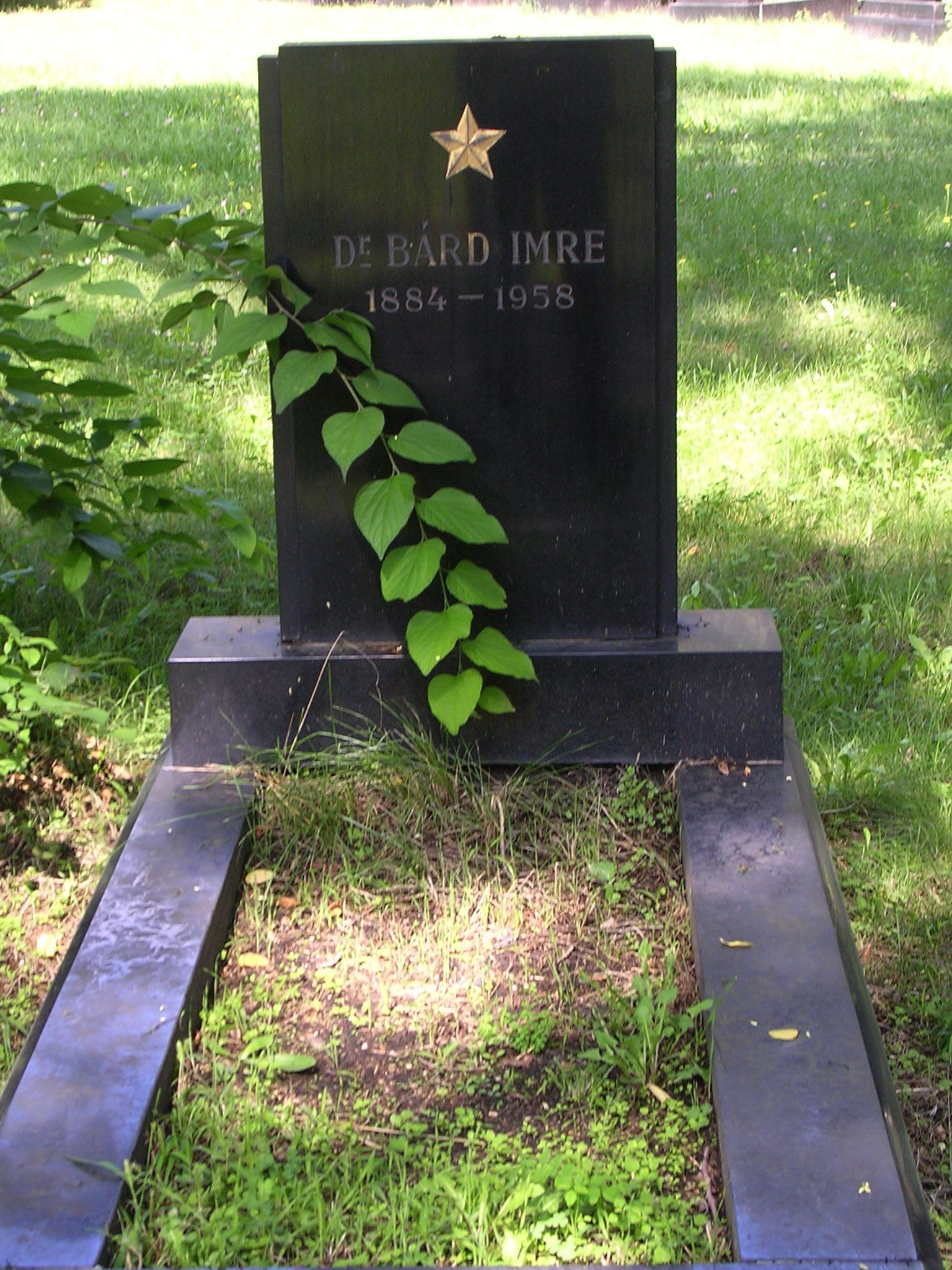
Sírja a Fiumei úti sírkertben (30/2-1-26)